# SeedC
SeedC株式会社（シードシー、SeedC,Inc.）は大阪市中央区に本社を置いていた、オンラインゲームの運営や企画・開発等を行う企業。旧社名は「株式会社ブロードゲーム」。

## 沿革
- 2002年7月10日 - 大阪市住之江区のATC内ソフト産業プラザiMedioインキュベーション施設内にて、株式会社ブロードゲームとして創業。
- 2002年11月 - ゲームポータルサイト「ブロードゲーム」のサービスを開始。
- 2003年7月15日 - 韓国ソウル市に韓国支社を開設。
- 2004年4月 - 大阪市中央区の大阪国際ビルディングに本社が移転。
- 2005年1月1日 - SeedC株式会社へ商号変更。
- 2006年5月22日 - 東京都中央区月島に東京営業所を開設。
- 2006年10月10日 - 「ブロードゲーム」をオンラインゲームプラットフォーム「Lievo」にリニューアルしサービスを開始。
- 2006年10月 - 韓国支社を現地法人化し、「SeedC Korea」（連結子会社）を設立。
- 2007年1月 - オーストラリアに「SeedC Pacific」（連結子会社）を設立。
- 2008年6月 - 東京都台東区雷門に東京営業所が移転。
- 2009年2月 - 神奈川県川崎市中原区に東京営業所が移転。
- 2009年7月28日 - オンラインゲームポータルサイト「Webゲー」のサービスを開始。
- 2010年5月28日 - 「Lievo」事業および「WarRock」「ミックスマスター」の運営権をNECビッグローブに譲渡。
- 2010年12月4日 - 大阪市北区に本社が移転。
- 2012年7月31日 - 「ゲーマーズワン」「ミックスマスター」の運営権は再びSeedCに。
- 2013年1月31日 - 「WarRock」の運営権は再びSeedCに。
- 2014年4月17日 - 「WarRock」の運営権をUtoPlanetへ。
- 2014年8月27日 - 「ミックスマスター」の運営権をマイルズポートへ移管と発表。のちに運営権はローズオンラインジャパンへ。
- 2015年7月1日 - 「ゲーマーズワン」事業および運営権をアルファスターインベストメントおよびグローバルシステムズへ譲渡。

## 事業内容
- オンラインゲームの運営
  - 自社運営
  - 受託運営
- オンラインゲームの企画・開発および販売
- インターネットソリューションの企画・開発および販売
- WEBサイト企画および制作

## リンク
- オンラインゲームビジネス総合支援 SeedC株式会社 - ウェイバックマシン（2016年7月27日アーカイブ分）
- Webゲー [リンク切れ]

| スタブアイコン | サブスタブ | この項目は、まだ閲覧者の調べものの参照としては役立たない、企業に関連した書きかけの項目です。この項目を加筆・訂正などしてくださる協力者を求めています（PJ:経済）。 |